# Hwang Kyo-ahn
Hwang Kyo-ahn (Seul, 15 de abril de 1957) é um político e advogado sul-coreano. Foi primeiro-ministro de 2015 até 2017 e presidente interino de seu país, de 2016 até 2017, sendo sucedido por Moon Jae-in.  Assumiu o cargo de presidente após o afastamento de Park Geun-hye, envolvida em um escândalo de corrupção. Também exerceu o cargo de ministro da Justiça de 2013 a 2015.

## Biografia
Hwang Kyo-ahn nasceu em Seul. Após graduar-se na Universidade Sungkyunkwan, ele se tornou promotor no Tribunal Distrital de Chuncheon em 1982. Em 1983, estudou teologia no Seminário Teológico Batista da Capital e recebeu um diploma. 
Em 21 de maio de 2015, a presidente Park Geun-hye nomeou Hwang Kyo-ahn como primeiro-ministro. Sua indicação foi aprovada pela Assembleia Nacional em 18 de junho.

## Ministério
Ele é evangelista cristão de uma Igreja Batista em Seul, afiliada à Convenção Batista da Coreia. 